# Les Pee-Wee 3D : L'hiver qui a changé ma vie
Série
Junior majeur
(2017)
Pour plus de détails, voir Fiche technique et Distribution.
Les Pee-Wee 3D : L'hiver qui a changé ma vie est un film québécois réalisé par Éric Tessier, sorti en salles en décembre 2012.
C'est le premier film québécois réalisé en 3D.
Ce film est le deuxième film québécois sorti en 2012 à accumuler, en salle, plus de deux millions de dollars.

## Synopsis
À la mort de sa mère, Janeau déménage avec son père à St-Hilaire. L'une de ses voisines, Julie, la gardienne de but pour l'équipe de hockey des Lynx, convainc Janeau de rejoindre la même équipe lorsqu'elle voit tout le potentiel de ce garçon pour le sport. Malheureusement pour le nouveau joueur, ce n'est pas tout le monde qui voit son arrivée d'un bon œil (comme Joey). Joey, le capitaine de l'équipe, n'apprécie particulièrement pas toute l'attention que reçoit le jeune prodige; ainsi, son père, un homme froid et autoritaire, tentera de lui faire comprendre qu'il doit tout faire pour rester le meilleur compteur de l'équipe, même si cela signifie trahir ses coéquipiers.

## Fiche technique
Source : IMDb et Films du Québec
- Titre original : Les Pee-Wee 3D : L'hiver qui a changé ma vie
- Réalisation : Éric Tessier
- Scénario : Emmanuel Joly, Jean-Sébastien Poirier et Martin Bouchard
- Musique : Christian Clermont
- Direction artistique : David Pelletier
- Costumes : Carmen Alie
- Maquillage : Julie Casault
- Coiffure : Daniel Jacob
- Photographie : Bernard Couture
- Son : Simon Goulet, Mathieu Beaudin, Luc Boudrias, Bernard Gariépy Strobl
- Montage : Alain Baril
- Effets spéciaux : Gaël Hollard
- Production : Christian Larouche (en)
- Sociétés de production : Christal Films Productions, Productions Vidéofilms, Vélocité International[3]
- Sociétés de distribution : Les Films Christal, Les Films Séville[3]
- Budget : 7,7 millions $ CA
- Pays de production :  Canada
- Tournage : février-mars 2012 à Québec, Montréal et Mont-Saint-Hilaire
- Langue originale : français
- Format : couleur
- Genre : drame sportif
- Durée : 122 minutes
- Dates de sortie :
  - Canada : 17 décembre 2012 (première au Forum de Montréal)
  - Canada : 21 décembre 2012 (sortie en salle au Québec)
  - Canada : 9 avril 2013 (DVD et Blu-ray 3D)
- Classification :
  - Québec : Visa général[4]

## Distribution
Les joueurs :
- Antoine Olivier Pilon :  Janeau Trudel
- Alice Morel-Michaud : Julie Morneau
- Rémi Goulet : Joey Boulet
- Gabriel Verdier : Éric Bissonnette, le gardien de but
- Thomas Derasp-Verge : Alex Poirier
- William Monette : Jimmy Langlois
- Justin Bustamante : Luis Garcia
- Joseph Bustamante : Gonzalo Garcia
- Jérémy St-Onge : Justin Létourneau

Les parents :
- Normand Daneau : Carl Trudel, père de Janeau
- Edith Cochrane : Sylvie Morneau, mère de Julie
- Julie Le Breton : Élaine, mère de Janeau (morte récemment)
- Claude Legault : Luke Boulet, père de Joey
- Sophie Prégent : Line Boulet, mère de Joey
- Bobby Beshro : Frank, père d'Alex
- Brigitte Lafleur : Chantale, mère d'Éric
- Jean-François Boudreau : Gilles, père d'Éric
- Tammy Verge : Caroline
- Luis Oliva : M. Garcia, père de Luis et Gonzalo
- Nathalie Costa : Mme Garcia, mère de Luis et Gonzalo

Autres :
- Guy Nadon : Mike Boulanger, l'entraîneur
- Daniel Thomas : Stéphane Côté, l'assistant-entraîneur
- Vitali Makarov : Viktor Karpov, l'entraîneur russe
- Charles-Émile Lafleur : Bolduc, joueur adverse
- Denis Lakine : Yuri Karpov, joueur russe
- Martin Tremblay : l'arbitre
- Jacques Allard : l'annonceur maison au Colisée